# ウィルグループ
株式会社ウィルグループ（英: WILL GROUP,INC.）は、東京都中野区本町に本社を置く販売員、オペレーター及び軽作業員の人材派遣、業務請負、人材紹介等を展開するグループの純粋持株会社。

## 事業
- セールスアウトソーシング事業（株式会社ウィルオブ・ワーク）[1]
- コールセンターアウトソーシング事業（株式会社ウィルオブ・ワーク）
- ファクトリーアウトソーシング事業（株式会社ウィルオブ・ワーク）
- その他 – 一般事務・ALT（外国語指導助手）の人材派遣・障がい者や看護師の人材紹介・スポーツセミナーの開催・イベントの企画や運営

## 沿革
- 株式会社セントメディア
  - 1997年1月 - 大阪市北区に、株式会社セントメディア(現・連結子会社)を設立しテレマーケティング業 を開始[2]。
  - 2000年2月 - テレマーケティング業と業務請負業の相乗効果を図ることを目的として、株式会社ビッグエイドを吸収合併のうえ、ファクトリーアウトソーシング事業を開始。
  - 2000年7月 - 人材派遣業を事業目的とし、株式会社セント・スタッフを設立。
  - 2002年2月 - 一般労働者派遣事業の許可を取得し、コールセンターを対象にオペレーター派遣を行うコールセンターアウトソーシング事業を開始。
  - 2002年7月 - 家電量販店等の販売員派遣を行うセールスアウトソーシング事業を開始。経営資源の集中のため、株式会社セント・スタッフを吸収合併。
  - 2005年4月 - 人材紹介業を新設分割し、株式会社グローリアスを設立。
  - 2006年4月 - 株式会社セントメディアと株式会社グローリアスが共同株式移転を行い株式会社ウィルホールディングスを設立。
  - 2008年12月 - 業務の効率化を目的とし、株式会社グローリアスを吸収合併。
  - 2009年4月 - ファクトリーアウトソーシング事業を、製造業に特化した人材サービスの展開を目的とし、新設分割により株式会社セントメディアフィールドエージェントを設立。
  - 2012年4月 - 株式会社セントメディアフィールドエージェントが、商号を株式会社エフエージェイ(現・連結子会社)に変更。

- 株式会社ウィルホールディングス
  - 2006年4月 - 株式会社セントメディアと株式会社グローリアスが共同株式移転を行い株式会社ウィルホールディングスを設立。
  - 2006年11月 - 株式会社ボーダーリンク[3](現・連結子会社)の株式を取得し、外国語指導助手（英: Assistant Language Teacher、略:ALT）派遣業を開始。
  - 2008年7月 - 株式会社マーススポーツエージェント[4](現・連結子会社)を設立し、スポーツ業界における人材サービス業を開始。
  - 2010年2月 - 北京务日留教育咨询有限公司(現・連結子会社)を設立し、中国における留学サポート業を開始。
  - 2011年2月 - Good Job Creations (Singapore) Pte. Ltd.[5](現・連結子会社)の株式を取得し、シンガポールにおける人材紹介業を開始。
  - 2011年10月 - 株式会社アイエックの株式を取得し、ALT派遣業を拡充。
  - 2012年3月 - 株式会社ボーダーリンクへ株式会社アイエックの株式を譲渡。
  - 2012年6月 - 株式会社ウィルグループへ商号を変更。

- 株式会社ウィルグループ
  - 2013年8月 - 株式会社ボーダーリンクが、業務の効率化を目的とし、株式会社アイエックを吸収合併。
  - 2013年12月 - 東京証券取引所第二部に上場。
  - 2014年12月 - 東京証券取引所第一部に指定替え。

### 関連会社
- 株式会社ウィルオブ・ワーク
- 株式会社ウィルオブ・コンストラクション
- 株式会社ウィルオブ・チャレンジ
- 株式会社クリエイティブバンク
- 株式会社CE space
- フォースタートアップス株式会社
- ハイブリィド株式会社
- 株式会社ボーダーリンク

### 運営サイト
- ウィルオブ求人
- ウィルオブスタイル
- コールセンター求人ナビ
- コールセンタープラス
- 工場求人
- 施工管理求人ナビ
- 施工の神様
- ウィルオブ・テックキャリア
- 介護ワーク
- ウィルオブ・ケアアカデミー
- セールスメディア
- ウィルオブ採用ジャーナル
- ウィルオブシステム
- コネナビ
- セイヤク
- デジタル化の窓口